# Confederación de Trabajadores de Venezuela
Die 1936 gegründete Confederación de Trabajadores de Venezuela (CTV) ist eine Arbeitergewerkschaft in Caracas. Sie war jahrzehntelang der dominierende Gewerkschaftsbund Venezuelas und stand unter dem starken Einfluss der sozialdemokratischen Partei Acción Democrática (AD). Seit den 1990er Jahren, besonders seit dem Machtverlust der AD und dem Regierungsantritt von Chávez im Jahre 1999, wurde die CTV von der Regierung als Teil der Opposition bekämpft. Mit einem per Referendum bestätigten Regierungsbeschluss ließ Chávez 2000 sämtliche Führungspersönlichkeiten der traditionellen Gewerkschaften ihrer Ämter entheben. 2001 hatte die CTV 750.000 Mitglieder.
Im Frühjahr 2002 hatte die CTV großen Anteil am erfolgreich organisierten Streik der Arbeiter des staatlichen Erdölkonzerns PDVSA, der gegen die Wirtschaftspolitik Chávez’ gerichtet war und auch vom Arbeitgeberverband des Landes unterstützt wurde. Dieser erste Ölarbeiterstreik seit 26 Jahren brachte zwischenzeitlich weite Teile der venezolanischen Wirtschaft zum Stillstand und führte zu Massendemonstrationen, die in einen Putschversuch gegen Chávez mündeten. Bis 2004 war die CTV gemeinsam mit anderen oppositionellen Gruppen weiter an erfolglosen Versuchen beteiligt, die Regierung Chávez zu Fall zu bringen. Seitdem hat sie deutlich an Mitgliedern und Einfluss verloren.